# توچال (پاکدشت)
توچال (پاکدشت)، روستایی از توابع بخش مرکزی شهرستان پاکدشت در استان تهران ایران است.

## جمعیت
این روستا در دهستان حصارامیر قرار دارد و براساس سرشماری مرکز آمار ایران در سال ۱۳۸۵، جمعیت آن ۱٬۵۵۱ نفر (۴۲۳خانوار) بوده‌است.